# Joe Don Baker
Joe Don Baker (Groesbeck, 12 de fevereiro de 1936 – Los Angeles, 7 de maio de 2025) foi um ator e produtor americano. Filho de Charles Doyle e Edna Baker, casou com Maria Dolores Rivero-Torres, em 25 de dezembro de 1969 (divorciaram-se em 1978).

## Filmografia
| Ano  | Título original               | Personagem               | Título Brasil                          |
| ---- | ----------------------------- | ------------------------ | -------------------------------------- |
| 1969 | Guns of the Magnificent Seven | Slater                   | A revolta dos sete homens              |
| 1970 | Adam at Six A.M.              | Harvey Gavin             |                                        |
| 1971 | Wild Rovers                   | Paul Buckman             | Os dois indomáveis                     |
| 1972 | Junior Bonner                 | Curly Bonner             | Junior Bonner - Dez Segundos de Perigo |
| 1972 | Welcome Home, Soldier Boys    | Danny                    |                                        |
| 1973 | Walking Tall                  | Buford Pusser            | Fibra de Valente                       |
| 1973 | Charley Varrick               | Molly                    | O Homem que Burlou a Máfia             |
| 1973 | The Outfit                    | Cody                     |                                        |
| 1974 | Golden Needles                | Dan                      |                                        |
| 1975 | Framed                        | Ron Lewis                |                                        |
| 1975 | Mitchell                      | Mitchell                 |                                        |
| 1977 | Checkered Flag or Crash       | Walkaway Madden          | Crash                                  |
| 1977 | The Shadow of Chikara         | Wishbone Cutter          |                                        |
| 1977 | The Pack                      | Jerry                    |                                        |
| 1977 | Speedtrap                     | Pete Novick              |                                        |
| 1982 | Wacko                         | Dick Harbinger           | Wacko - Uma Comédia Maluca             |
| 1983 | Joysticks                     | Joseph Rutter            |                                        |
| 1984 | The Natural                   | The Whammer              | Um Homem Fora de Série                 |
| 1985 | Final Justice                 | Sheriff Thomas Jefferson | Justiça Final                          |
| 1985 | Fletch                        | Chief Jerry Karlin       | Assassinato por Encomenda              |
| 1986 | Getting Even                  | King R. Kenderson        |                                        |
| 1987 | The Living Daylights          | Brad Whitaker            | 007 Marcado para a Morte               |
| 1987 | The Killing Time              | Carl Cunningham          |                                        |
| 1987 | Leonard Part 6                | Nick Snyderburn          | Leonard - Parte 6                      |
| 1988 | Criminal Law                  | Det. Mesel               | Inocente ou Culpado                    |
| 1990 | The Children                  | Cliffe Wheater           |                                        |
| 1991 | Cape Fear                     | Claude Kersek            | Cabo do Medo                           |
| 1992 | The Distinguished Gentleman   | Olaf Andersen            | Um Distinto Cavalheiro                 |
| 1994 | Reality Bites                 | Tom Pierce               | Caindo na Real                         |
| 1994 | Ring of Steel                 | Man in Black             |                                        |
| 1995 | Felony                        | Donovan                  |                                        |
| 1995 | Underneath                    | Clay Hinkle              | Obsessão                               |
| 1995 | Panther                       | Brimmer                  | Panteras Negras                        |
| 1995 | Congo                         | R.B. Travis              | Congo                                  |
| 1995 | The Grass Harp                | Sheriff Junius Candle    | Ensina-me a Viver                      |
| 1995 | GoldenEye                     | Jack Wade                | 007 Contra GoldenEye                   |
| 1996 | Mars Attacks!                 | Richie's Dad             | Marte Ataca!                           |
| 1997 | Tomorrow Never Dies           | Jack Wade                | 007 - O Amanhã Nunca Morre             |
| 2001 | Vegas, City of Dreams         | Dylan Garrett            |                                        |
| 2001 | Joe Dirt                      | Don, Brandy's Dad        | Joe Sujo                               |
| 2003 | The Commission                | Rep. Hale Boggs          |                                        |
| 2005 | The Dukes of Hazzard          | Governor Jim Applewhite  | Os Gatões - Uma Nova Balada            |
| 2008 | Strange Wilderness            | Bill Calhoun             | Programa Animal                        |